# I Арменски легион
I Арменски легион (Legio I Armeniaca) е легион на Римската империя. Принадлежи към т. нар. псевдокомитатензи (гранични войски (лимитанеи), изпълняващи при нужда функциите на редовна армия).
Сформиран е с II Арменски легион като граничен легион (legio ripensis) вероятно през 3 век и е стациониран в провинция Армения.
През 363 г. легионът участва в персийския поход на император Юлиан Апостат (360-363).
През 382 г. е изместен в неспокойната провинция Исаврия. Там заздравява крепостната стена на Anemurion под командването на Матрониан, Comes Isauriae.
Съществува до ранния 5 век като legio pseudocomitatensis под командването на magister militum per Orientem.